# Bernard Nathanson

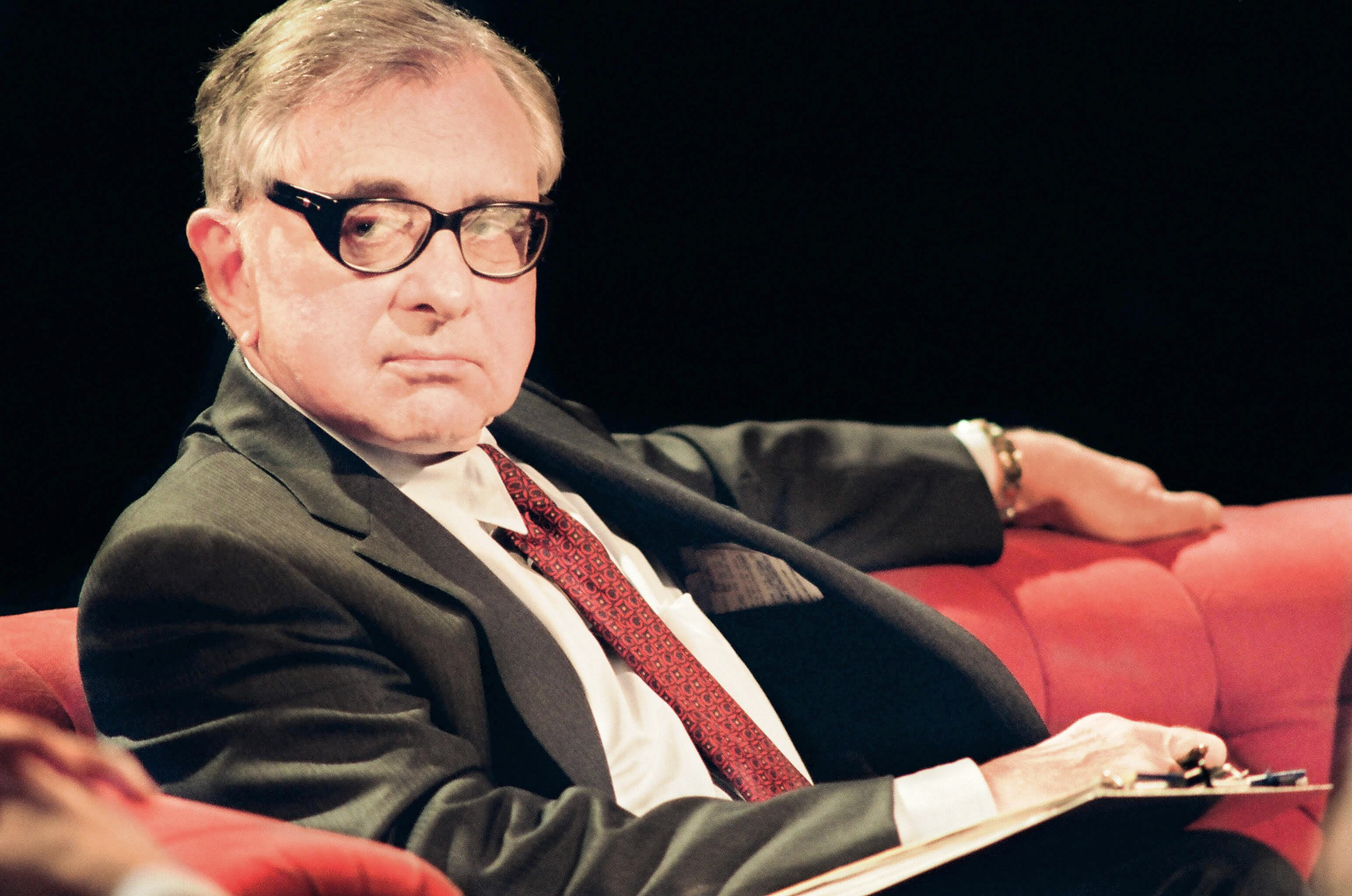
Bernard Nathanson

Bernard Nathanson (* 31. Juli 1926 in New York City; † 21. Februar 2011) war ein US-amerikanischer Gynäkologe und Chefarzt einer der größten Abtreibungskliniken der USA, der sich für die Liberalisierung und Entkriminalisierung der Abtreibung einsetzte, später jedoch als Lebensrechtsaktivist und Abtreibungsgegner in Erscheinung trat. Internationale Bekanntheit erhielt er durch seinen Film Der stumme Schrei (im engl. Original: The silent Scream).

## Leben
Bernard Nathanson studierte Medizin in Montreal, Kanada, an der McGill University und promovierte dort 1949. Er setzte sich in den USA für die Liberalisierung des Schwangerschaftsabbruches ein und war Mitbegründer der Lobbyorganisation National Abortion Rights Action League, die für die Entkriminalisierung der Abtreibung eintrat. In den 1970er Jahren leitete er eine der größten Abtreibungskliniken der Vereinigten Staaten. Insgesamt führte Nathanson über 60.000 Abtreibungen durch, einschließlich der Abtreibung seines eigenen Kindes.
Ende der 1970er Jahre bekam er zunehmend Zweifel an der moralischen Rechtfertigung von Abtreibungen, weshalb er immer weniger Abbrüche selbst durchführte. Eine per Ultraschall aufgenommene Abtreibung führte zu seiner endgültigen Ablehnung. Im Jahr 1984 gab er die Filmdokumentation The silent Scream heraus, in der eine per Ultraschall aufgenommene Abtreibung gezeigt wird. Der Film erzeugte in den Vereinigten Staaten eine große Kontroverse um die Rechtmäßigkeit der Abtreibung. In seinem späteren Leben wurde er in der US-amerikanischen Lebensrechtsbewegung aktiv und konvertierte im Zuge seiner Haltung zur Abtreibung am 8. Dezember 1996 vom Judentum zur Römisch-katholischen Kirche.
Seine Filmdokumentation The silent Scream erschien in vielen Ländern und Sprachen.

## Werke
- Aborting America, 1979, Doubleday & Company, Inc.: Garden City. ISBN 0-385-14461-X
- The Silent Scream (Filmdokumentation über Abtreibung (engl.), 1984)
- Der stumme Schrei (deutsche Synchronisation)
- The Abortion Papers: Inside the Abortion Mentality, 1984, mit Adele Nathanson, Hawkes Publishing, Inc. ISBN 0-8119-0685-X
- Eclipse of Reason, (1987 Filmdokumentation)
- The Hand of God - A Journey from Death to Life by the Abortion Doctor Who Changed His Mind, 1996, Regnery Publishing, Inc.: Washington D.C. ISBN 0-89526-463-3. Deutsche Übersetzung: Die Hand Gottes. Wien 1997